# Robert Günther (Politiker, 1874)
Robert Günther (* 3. Oktober 1874 in Neuhausen; † nach 1932) war ein deutscher Landwirt und Politiker (DNVP).

## Leben
Robert Günther besuchte die Dorf- und Fortbildungsschule. Er arbeitete als Schmiedemeister in Neuhausen bei Dallmin und war als Landwirt und Verwalter auf dem Gut Schloss Neuhausen tätig.
Von 1921 bis 1932 war Günther als Mitglied der Deutschnationalen Volkspartei (DNVP) Abgeordneter des Preußischen Landtages.